# HE 0437-5439
HE 0437-5439 は、太陽系からかじき座の方角に20万光年離れた位置にあるスペクトル型Bの主系列星である。銀河系の脱出速度を上回る速さで運動する超高速度星 (Hypervelocity star, HVS) に分類され、HV 3 の名前が与えられている。2005年にVLTアレイの一部を構成するKueyen 8.2m 望遠鏡によって発見された。

## 概要
HE 0437-5439は、太陽の8倍の質量を持つ誕生後3000万年の明るい恒星で、天球上では大マゼラン雲の16度北西に位置している。太陽系からの距離は20万光年で、これは大マゼラン雲の向こう側である。銀河系の脱出速度を上回る723km/sの速さで銀河系から遠ざかっており、重力を振り切って銀河間空間に飛び出していくと考えられている。
この星は大マゼラン雲から放出された可能性がある。仮にこの星がかつて連星を構成しており、超大質量ブラックホールがマゼラン雲に存在していれば、ブラックホールとの近接遭遇の結果としてこの星が大マゼラン雲から放出されたと説明できる。

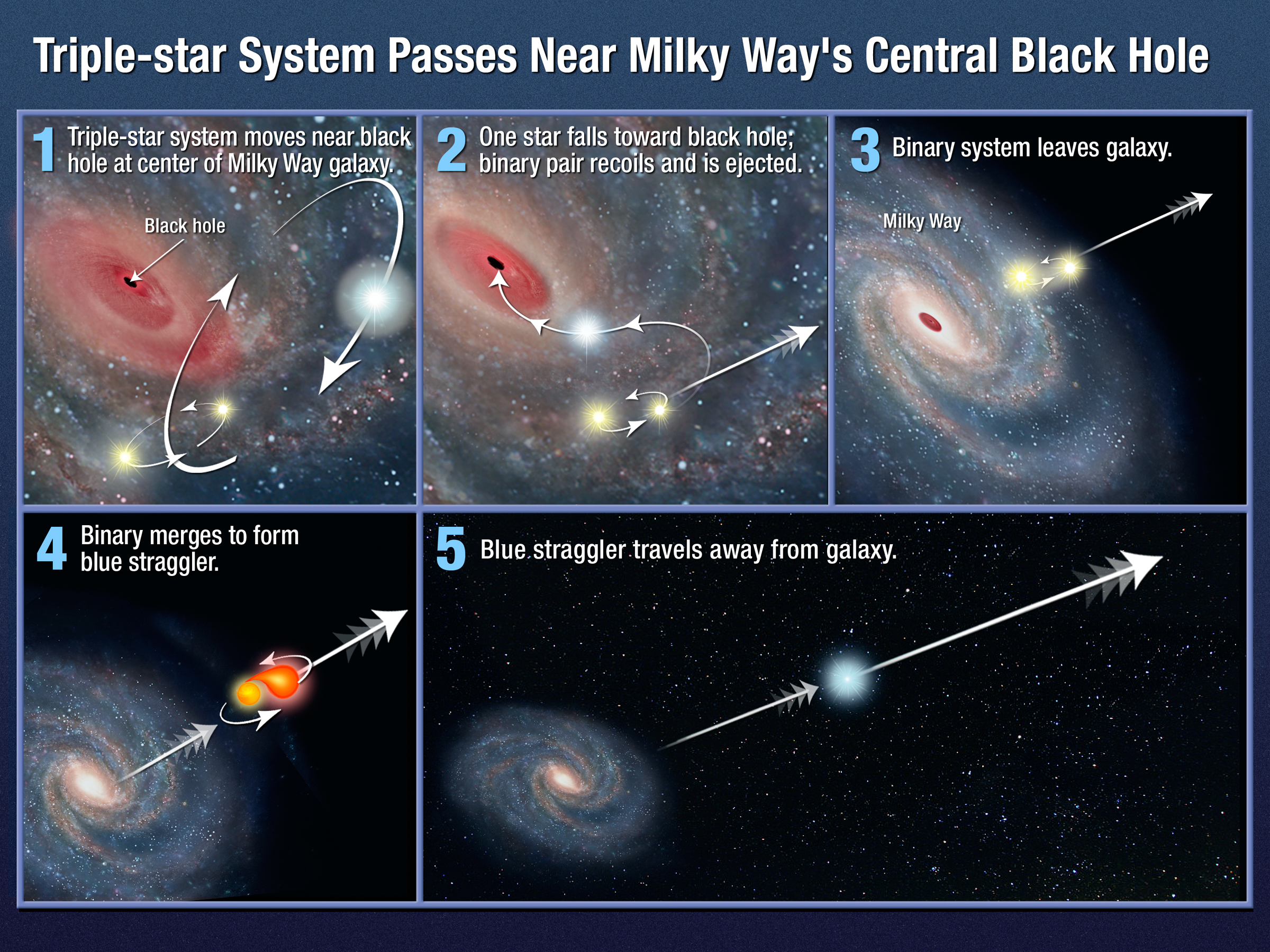
考えられている飛び出すメカニズムのイラスト